# Raguhn

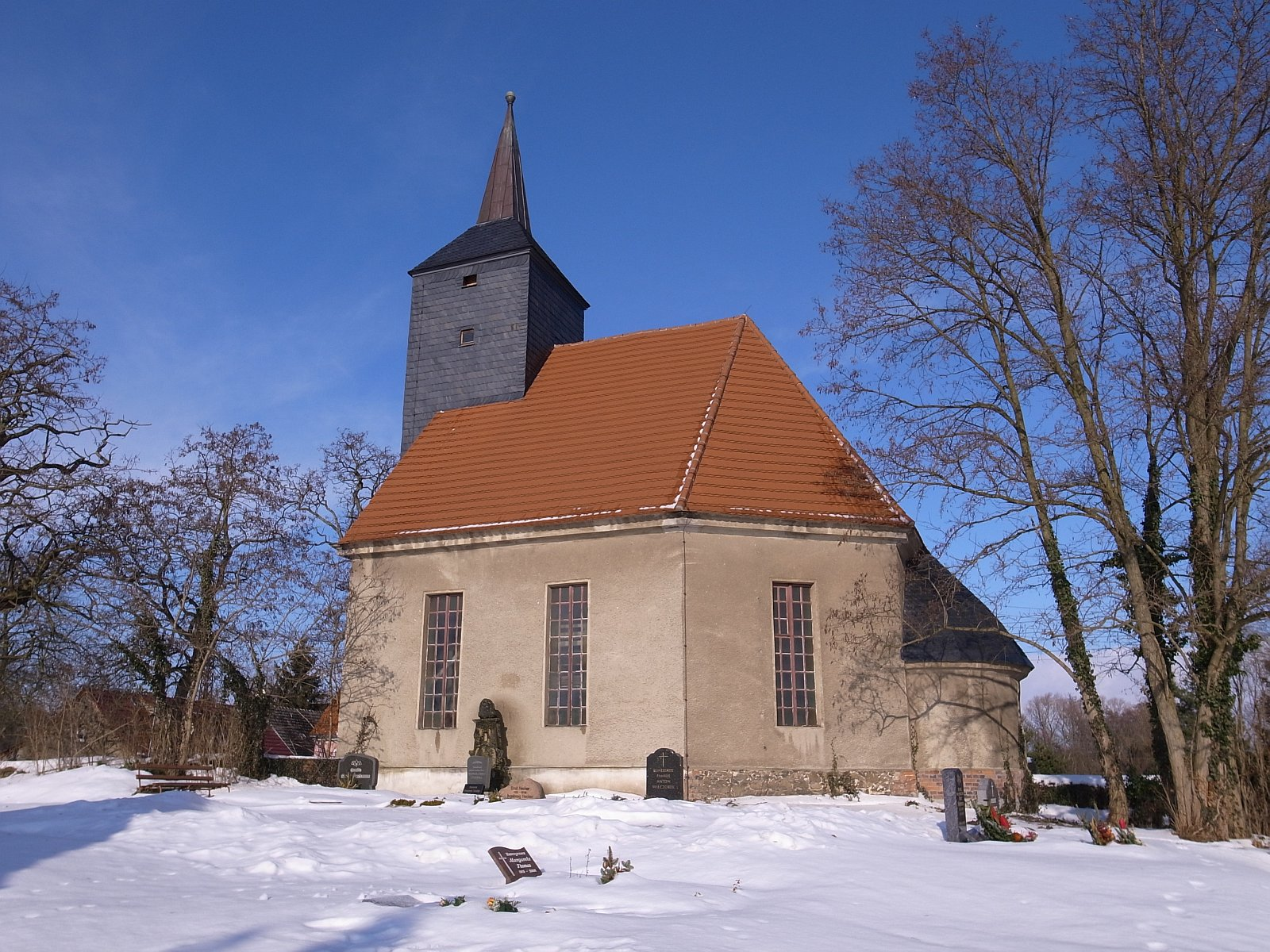
Kirche St. Jakobus

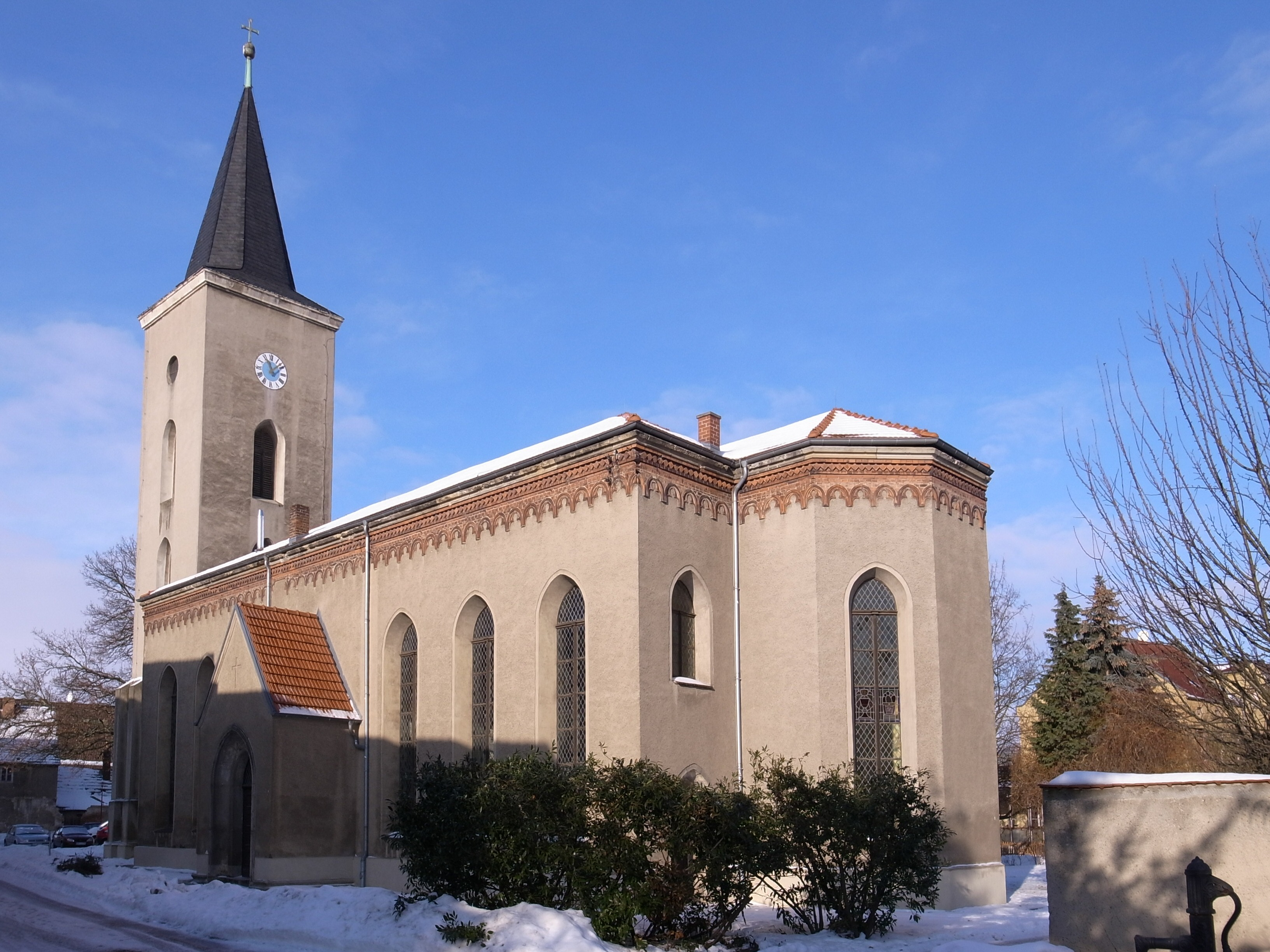
Kirche St. Georg

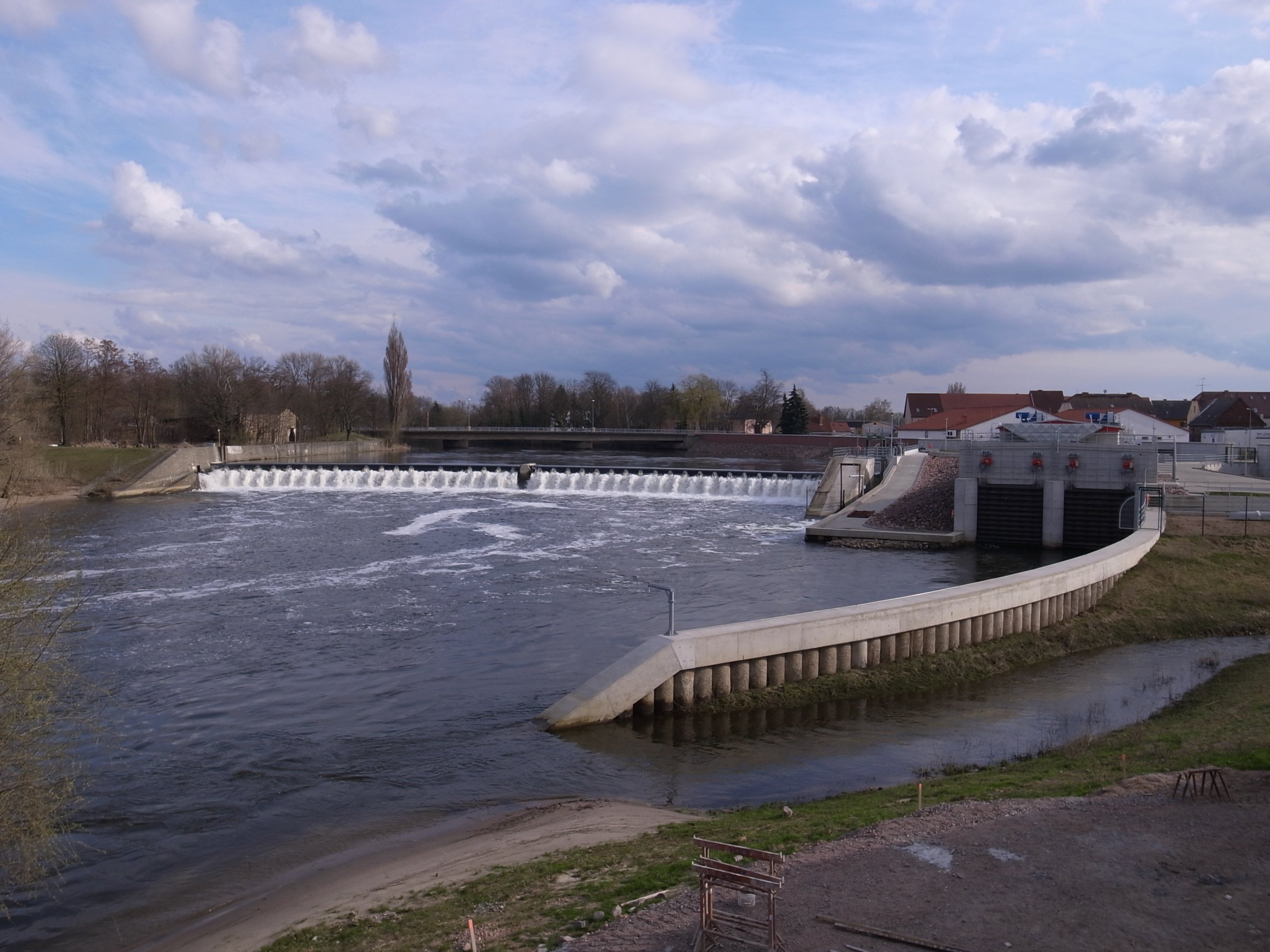
Muldewehr und Wasserkraftwerk

Raguhn ist ein Ortsteil der Stadt Raguhn-Jeßnitz im Landkreis Anhalt-Bitterfeld in Sachsen-Anhalt.

## Geografie
Die Stadt Raguhn liegt in wesentlichen Teilen im Urstromtal der Mulde ca. 12 km nördlich von Bitterfeld und ca. 15 km südlich von Dessau.
Östlich der Stadt befindet sich ein derzeit noch gesperrter Bereich eines ehemaligen Truppenübungsplatzes der Sowjetarmee in der Kleckewitzer Heide (westlicher Ausläufer der Dübener Heide).
Südlich von Raguhn teilt sich die Mulde, wobei der kleinere, westliche Flussarm (Liebauer Muldarm) nach wenigen hundert Metern mit der Fuhne zusammenfließt und sich nördlich von Raguhn wieder mit der Mulde vereint. Dadurch liegt die Altstadt Raguhns auf einer Insel, die aus westlicher Richtung über die Hallesche Brücke („Brücke des Friedens“), aus südlicher Richtung über die Schlossbrücke und aus östlicher Richtung über die Wittenberger Brücke erreichbar ist. Aufgrund dieser Lage sind die Altstadt sowie Teile der westlichen Stadt und des Ortsteiles Kleckewitz alljährlich mehr oder minder vom Hochwasser betroffen. Als Folge des Jahrhunderthochwassers im Jahre 2002 haben die Stadt und das Land Sachsen-Anhalt umfangreiche Dammbaupläne bzw. Dammerneuerungen in die Wege geleitet und bisher in großen Teilen abgeschlossen.
Zur ehemaligen Gemeinde gehörten die Ortsteile Raguhn und Kleckewitz.

## Geschichte
Raguhn wurde erstmals 1285 als Ragun urkundlich erwähnt. Der Ort entstand an dem strategisch wichtigen Mulde-Übergang der Straße von Halle nach Wittenberg.
Im Jahr 1395 wurde Raguhn durch Fürst Albrecht III. von Anhalt-Köthen die Gerichtsbarkeit über Hals und Hand bestätigt.
Gegen Ende des Zweiten Weltkrieges, von Februar bis April 1945, wurde ein Außenlager des KZ Buchenwald für 200 bis 500 jüdische Frauenhäftlinge aus dem KZ Ravensbrück eingerichtet, die – neben sowjetischen Kriegsgefangenen – zur Zwangsarbeit für die Junkers Flugzeug- und Motorenwerke gezwungen wurden. Unter den Frauen befand sich auch Auguste van Pels, die 1942–1944 mit Anne Frank im Versteck des Amsterdamer Hinterhauses lebte.
Am 1. Januar 2010 schlossen sich die bis dahin selbstständigen Städte Raguhn und Jeßnitz (Anhalt) sowie die Gemeinden Altjeßnitz, Marke, Retzau, Schierau, Thurland und Tornau vor der Heide zur Stadt Raguhn-Jeßnitz zusammen. Gleichzeitig wurde die Verwaltungsgemeinschaft Raguhn, zu der Raguhn gehörte, aufgelöst.

### Einwohnerentwicklung
| Jahr | Einwohner |
| ---- | --------- |
| 1970 | 5.962     |
| 2005 | 3.720     |

## Wappen
| Wappen der Stadt Raguhn | Blasonierung: „Zwischen zwei Türmen der aufrecht stehende, gekrönte askanische Bär auf den Zinnen der Stadtmauer, darunter zwei halb zufallende Tore und drei Neunaugen.“                                                         |
| Wappen der Stadt Raguhn | Wappenbegründung: Das Wappen wurde der Stadt 1549 von den Fürsten Georg und Joachim von Anhalt verliehen. Das Wappen wurde vom Heraldiker Jörg Mantzsch aus Magdeburg gestaltet und 1995 durch das Regierungspräsidium genehmigt. |

## Kultur und Sehenswürdigkeiten

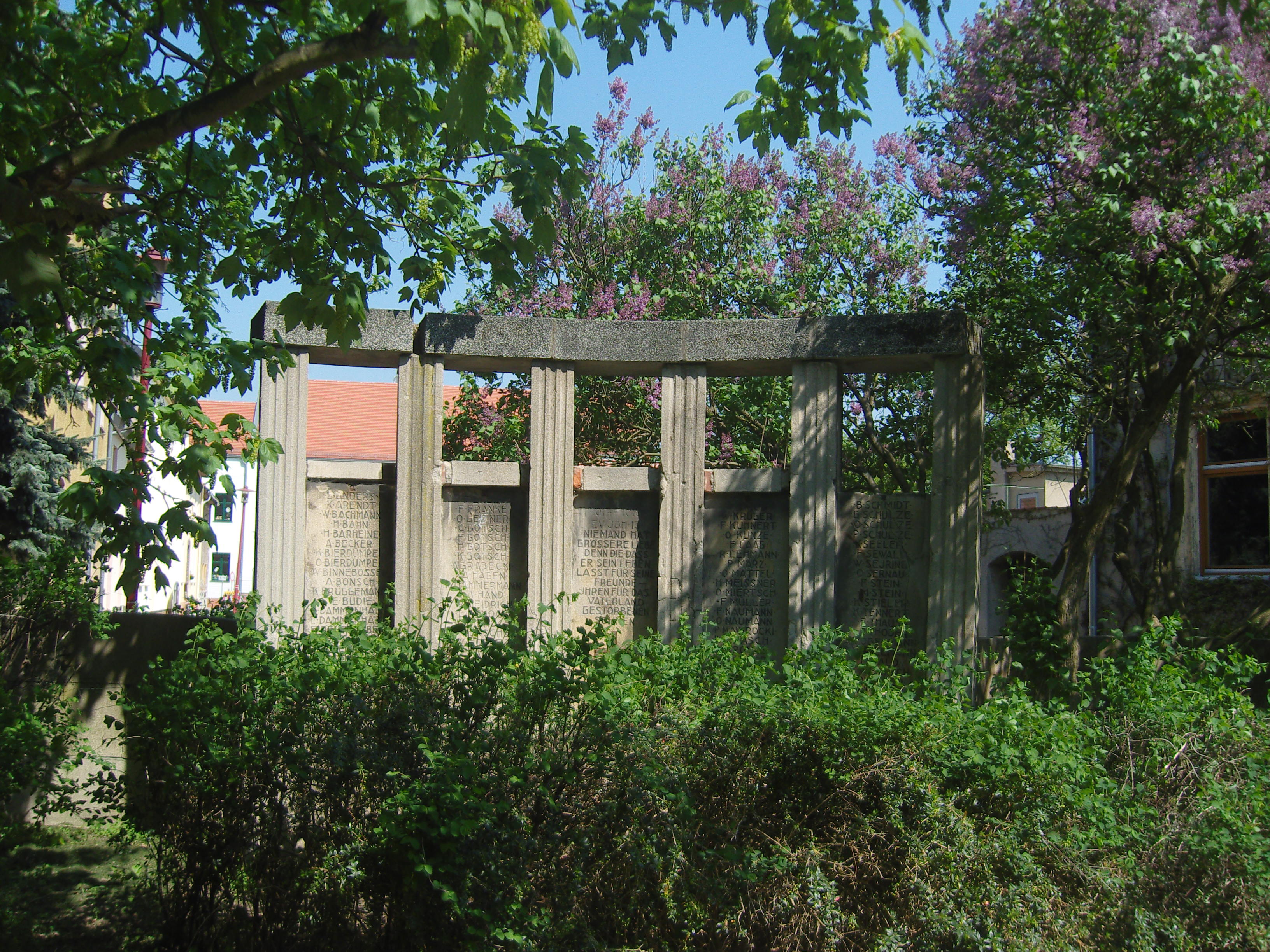
Kriegerdenkmal

Neben der evangelischen St.-Georgs-Kirche befindet sich ein Gefallenendenkmal von 1922 für die Gefallenen des Ersten Weltkriegs.
In einem Gemeinschaftsgrab auf dem Friedhof Raguhn ruhen 28 deutsche Gefallene (vier davon „unbekannt“) der Kämpfe um Raguhn vom 15. bis 17. April 1945. Die Namen finden sich auf einem Gedenkstein.
Auf dem Raguhner Ortsfriedhof befinden sich ein Gedenkstein und Grabstätten für 15 namentlich bekannte Frauenhäftlinge, die Opfer der Zwangsarbeit wurden.
Die katholische St.-Michael-Kirche wurde 1949 erbaut und in den 1950er Jahren erweitert.

## Wirtschaft und Infrastruktur
Libehna Fruchtsaft Raguhn
In Raguhn war die Libehna Fruchtsaft GmbH ansässig. Der Name des Getränkeindustriebetriebs wurde 1990 von der ehemaligen Ausflugs-Gaststätte Schloss Lipehna entliehen und steht nicht im Zusammenhang mit der Gemeinde Libehna. Das Unternehmen wurde 1876 als Firma Heßler & Herrmann in Raguhn gegründet, hieß später Aromatica und firmierte in der DDR unter dem Begriff VEB OGIS (Kürzel für: Obst, Gemüse und industrielle Speisekartoffeln). Das Unternehmen wird seit 2013 als Marke der tbottlers GmbH (Gesellschafter: Familien Diers und Ellerbrock/Hälssen & Lyon) geführt und beliefert den Groß- und Einzelhandel zum Teil bundesweit.
RMIG GmbH
Im Jahr 1861 als Drahtweberei Gottlob Herbrandt AG gegründet und seit 150 Jahren in Raguhn ansässig, ist die RMIG GmbH (ehemals PRESTARA) der größte Arbeitgeber der Stadt Raguhn-Jeßnitz. Seit 1992 gehört die RMIG GmbH zur weltweit aktiven Unternehmensgruppe RMIG (Richard Müller Industrial Group). Das Unternehmen zählte 2013 mit 150 Mitarbeitern zu den größten Produktionsstandorten für Lochbleche in Deutschland und Europa.
Die Firma Enercon errichtete im Jahr 2009 an der Mulde eine Wasserkraftanlage mit zwei Turbinen mit insgesamt 2300 kW.

### Verkehr
Die Bundesstraße 184 führen durch das Gemeindegebiet. Die nahegelegene Bundesautobahn 9 ist über die Anschlussstelle Dessau-Süd (etwa sechs Kilometer) zu erreichen.
An der Bahnstrecke Trebnitz–Leipzig besitzt Raguhn einen Haltepunkt, der im Stundentakt bedient wird.

## Persönlichkeiten

### Söhne und Töchter der Stadt
- Leopold Ludwig von Anhalt (1729–1795), in Kleckewitz geborener preußischer General
- Friedrich von Anhalt (1732–1794), in Kleckewitz geborener preußischer, sächsischer und russischer General
- Hubert Henoch (1874–nach 1941), Kolonialpublizist, Zeitschriftenherausgeber und Beauftragter für Auswanderungsfragen
- August Mühling (1786–1847), Komponist
- Johannes Müller (1887–nach 1945), Fabrikant (Direktor der ehemaligen Raguhner Maschinenbau- und Metalltuchfabrik AG), Wehrwirtschaftsführer und NSDAP-Gauwirtschaftsberater
- Paul Krause (1894–1954), Politiker (NSDAP)
- Hans Peter (1898–1959), Nationalökonom
- Walther Kohlhase (1908–1993), Maler, Grafiker und Kunsterzieher
- Rudolf Brückner (1917–2001), Lehrer/Schulleiter, Ortschronist, Ehrenbürger der Stadt Raguhn
- Heinz Erbig (* 1933), DDR-Diplomat, Generalkonsul, später Geschäftsträger im Königreich Nepal (1971–1973)
- Jörg Mantzsch (* 1953), Kommunalheraldiker und Journalist
- Ute Steindorf (* 1957), Ruderin und Olympiasiegerin